# Isla Hegurajima
Hegurajima (舳倉島?) (Hegura o Hekura) es una isla pequeña localizada en el mar de Japón al norte de la Prefectura de Ishikawa, Japón. Se localiza a 47 km del punto más septentrional de la península de Noto, y está administrativamente bajo control del ayuntamiento de Amamachi dentro de la ciudad de Wajima.
La isla está hecha de andesita, con acantilados empinados en su parte norte, y una playa arenosa en el lado del sur. La isla tenía una población de 164 habitantes en el año 2000, que decayó a 110 personas en 2010.
Se cree que Hegurajima corresponde a la isla llamada Neko-no-Shima (isla del Gato) en un cuento encontrado en el Konjaku Monogatari, una colección de cuentos del siglo XIII.

## Descripción
Hay un faro en el centro de la isla y un pequeño minshuku. Durante los meses de verano ama se zambullen en el mar para buscar abulones, Turbo cornutus y Gelidiaceae  durante 4–5 horas por día, siguiendo una larga tradición. La isla es una parada para pájaros migratorios, y atrae turistas para la observación de aves.